# Pithecopus azureus
Pithecopus azureus és una espècie de granota de la família dels hílids. Va ser descrit com a Phyllomedusa azurea per Edward Drinker Cope el 1862.

## Una història taxonòmica moguda
El 1866 Cope el va moure al gènere dels Pithecopus. El 1926 va ser reanomenat Phyllomedusa hypochondrialis azurea. El 1966 va esdevenir Pithecopus hypochondrialis azureus. El 1994 va tornar al seu nom d'origen Phyllomedusa azurea i finalment el 2016 Duellman et alii el van tornar el gènere dels Pithecopus on era el 1866.

## Distribució
Viu a les regions del Chaco de l'est de Bolívia (províncies de Beni i Santa Cruz), Paraguai, nord d'Argentina (Salta, Jujuy oriental, Formosa, Chaco, províncies del nord de Santiago del Estero, Santa Fe i Corrientes), Paraguai i regions pantanoses del centre i l'oest del Brasil (Rondônia, Mato Grosso, Mato Grosso do Sul, Tocantins, Goiás, Distrito Federal, Minas Gerais i São Paulo), així com al nord-est (Pauí, municipis de Ribeiro Gonçalves i Joaquim Pires i probablement a Maranhão limítrof.